# Лукина, Инна Николаевна
Инна Николаевна Лукина (1931—2012) — советский, российский историк, писатель, краевед, директор Псковского музея В. И. Ленина.

## Биография
Инна Николаевна родилась в селе Белое Любытинского района Ленинградской (ныне Новгородской) области 9 октября 1931 года. В 1946 году вместе с родителями Николаем Николаевичем и Ниной Михайловной Сергеевыми приехала в Псков. Николай Николаевич был банковским служащим, а Нина Михайловна учителем в начальной школе. После окончания с серебряной медалью средней школы № 8 в Пскове поступила в Ленинградский государственный университет на исторический факультет, который окончила в 1954 году. Поступила в аспирантуру. В том же 1954 году она вышла замуж за Анатолия Викторовича Лукина, морского офицера, а после демобилизации мужа вернулась во Псков.
В 1960—1963 годах она научный сотрудник, заведующая историческим отделом Псковского музея в Поганкиных палатах. В 1963—2001 годах была назначена директором музея Ленина в Пскове. Была удостоена учёной степени кандидата исторических наук, защитив кандидатскую диссертацию на тему «Деятельность В. И. Ленина и искровцев в Пскове по созданию и распространению первой общерусской политической газеты „Искра“ (1900—1903 гг.)» в 1978 году.
Инна Николаевна Лукина скончалась 30 апреля 2012 года после тяжелой болезни и была похоронена на Орлецовском кладбище Пскова.
Семья
Сыновья Михаил Анатольевич и Виктор Анатольевич Лукины.

## Вклад в науку
Она создала несколько экспозиций древнего периода истории Пскова. В 1960-е годы, работая в архиве, Инна Николаевна Лукина обнаружила список книг, привозимых после шушенской ссылки Владимиром Ульяновым в Псков. Эта находка стала открытием своего времени.

Ох, и теснотища в Пскове в летние дни: автобус за автобусом, экскурсия за экскурсией, гиды с ног сбиваются, приходится и Инне Николаевне Лукиной закрывать свой директорский кабинет и самой водит экскурсантов по залам музея… А кабинет подчас бывает трудно покидать — такая у нее на письменном столе лежит работа.

В 1962 году в архиве Института марксизма-ленинизма при ЦК КПСС Инна Николаевна Лукина обнаружила полицейскую опись — 73-летней давности — книг, привезенных Лениным из ссылки, и ей так захотелось отыскать эти книги!— журнал «Огонёк», 1973 год
Она выявила в архивах Пскова несколько неопубликованных полицейских документов о В. И. Ленине и «искровцах», неопубликованные и малоизвестные воспоминания о В. И. Ленине, изучала вопросы, связанные с Псковским совещанием 1900 года.
Исследования И. Н. Лукиной используются и цитируются современными историками и краеведами. В частности, в исследовании эпизода с получением Владимиром Ильичом паспорта на имя Николая Егоровича Ленина уже будучи в Германии в 1900 году.
Инна Николаевна Лукина — автор экспозиции квартиры-музея В. И. Ленина и дома-музея В. И. Ленина в Пскове.